# Маха Таммарача I
Маха Таммарача I (тайск. มหาธรรมราชาที่๑), имя при рождении Литхай (тайск. ลิไทย), был королем государства Сукхотаи, правил с 1347 до своей смерти в 1368. Литхай был сыном Лертхая, также известного как Лоетхай или Лелуе Тай, и внуком Рамакхамхаенга. Точная история становления Литхая королем неизвестна. Популярная традиция называет его четвертым королём Сукхотаи, но записи того времени показывают что еще один король (Нгуанамтхом) правил между Литхаем и его отцом, также как регент Пхая Сай Сонгкрам, который правил во время отсутствия Лертхая и последующий смерти Рамакхамхаенга.
Литхай написал Три Бхуми Пра Руанг ('Три мира Пра Руанг', Пра Руанг — это название династии Литхая), религиозный текст, описывающий различные миры буддистского космогенеза, и тот путь, который карма указывает живому существу из одного мира в другой. Трайпхум стал важным политическим документом, когда стал переписанным в связи с изменениями во внутренней и международной политике:29.
Литхай также построил самое большое изображение Будды в северной части Сиама — Прапуттачиннарат.
Согласно Джорджу Кодесу «Рвение Литхая к Буддизму и его религиозные труды дали ему титул Дхармараджа или Дхармикараджа, 'Благочестивый король'.» Он сделал много копий следа Будды и перестроил Ват Махатхат в Сукотаи. Его преемником стал его сын Лутхай:219–220.